# Age of Empires: The Age of Kings
Age of Empires: The Age of Kings é um jogo de Estratégia por turnos criado pela Microsoft para Nintendo DS e foi lançado em 14 de Fevereiro de 2006.